# Герб Курска
Герб Курска — символ города Курска. Герб является гласным.

## Описание
В сборнике «Гербы городов, губерний, областей и посадов Российской Империи, внесённые в полное собрание законов с 1649 по 1900 г.» представлено такое описание герба Курска:
В серебряном поле синяя полоса и на оной три летящие куропатки
Доктор исторических наук Олег Наумов пишет, что в одной из популярных статей 1966 года, посвящённой гербам советских городов, утверждалось, что старинный герб Курска «увековечил» образ курского соловья, хотя на самом деле, пишет исследователь, на гербе изображены три куропатки.

## История герба
Впервые герб Курска с изображением трёх куропаток приводится в Знаменном гербовнике 1730 года.
Герб города Курска был утверждён как официальный 8 (19) января 1780 года:
В серебряном поле синяя полоса и на оной три летящие куропатки.
Герб Курска одновременно являлся гербом Курского наместничества, а затем и Курской губернии (до 1878 года), и был помещён в верхнюю часть остальных утверждённых гербов Курского наместничества.

В 1859 году был разработан проект нового герба Курска, который так и не был официально утверждён:
В серебряном щите лазурная перевязь влево, обремененная 3 серебряными же летящими куропатками. В вольной части герб Курской губернии; щит увенчан золотой стенчатой короной и окружён золотыми колосьями, соединёнными Александровскою лентою.
В советские годы куропатки на гербе Курска сохранились, но к ним на щит были добавлены половина шестерни, подшипник, бобина ниток.
Решением Малого совета Курского горсовета народных депутатов № 48 27 февраля 1992 года восстановлен исторический герб города: в серебряном щите лазуревая перевязь — лента, на которой изображены три летящие куропатки.
Иногда на неофициальных мероприятиях используется ещё одна версия нового Курского герба, которая является неутверждённым проектом, где официальный герб обрамлен дубовым венком, перевязанным лентой расцветки российского триколора, а над щитом — синяя ленточка с белыми буквами «КУРСК».
С 2014 года неутвержденный герб (с щитом, обрамленным золотыми дубовыми листьями, перевитыми лентой-триколором) изображается на аверсе золотых и серебряных медалей города Курска «За отличную учёбу».

## Галерея

Версии
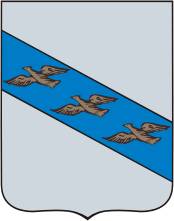
Старый герб 1780 года
Проект герба 1859 года
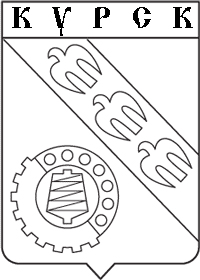
Герб в советский период
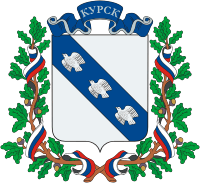
Неофициальный герб
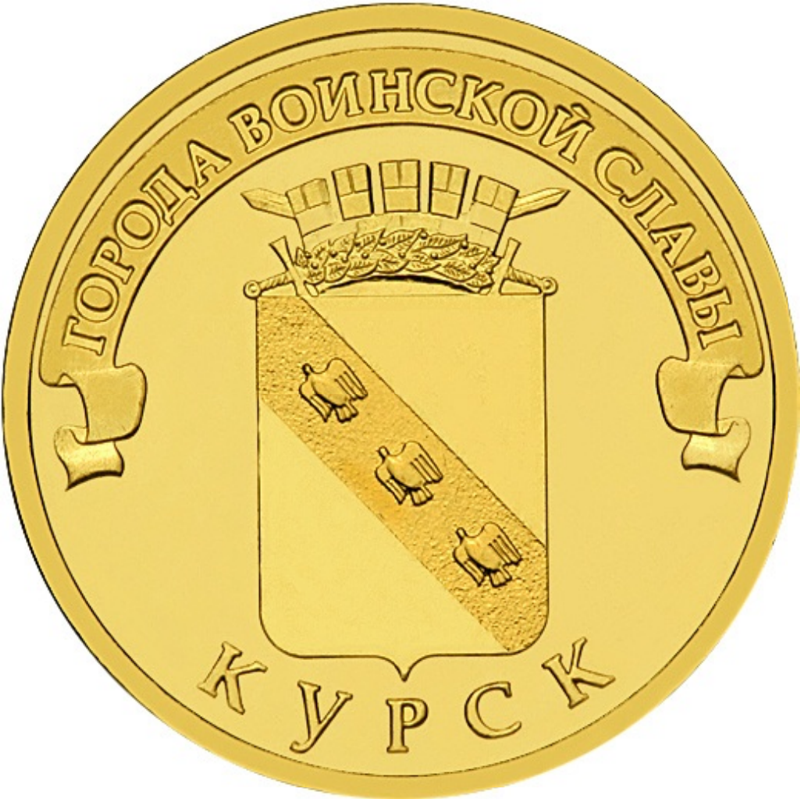
Герб на монете номиналом 10 рублей, из серии «Города воинской славы», выпущенной Банком России